# 피아노 소나타 7번 (프로코피예프)
세르게이 프로코피예프의 피아노 소나타 7번 B ♭ 장조 Op. 83(1942)는 피아노 독주를 위해 작곡된 소나타로, 1943년 1월 18일 모스크바에서 스뱌토슬라프 리흐테르가 소나타를 초연했다.

## 구조
1. Allegro inquieto (in B♭ major)
2. Andante caloroso (in E major)
3. Precipitato (in B♭ major)